# Brun mosaikslända
Brun mosaikslända (Aeshna grandis) är en art i insektsordningen trollsländor som tillhör familjen mosaiktrollsländor.

## Kännetecken
Både hanens och honans kropp har brun grundfärg och även vingarna är något bruntonade, med orangebrunt vingmärke. Det för mosaiktrollsländorna typiska mosaikmönstret på bakkroppen har inslag av ljust blått och gult. Vingbredden är 95 till 105 millimeter och bakkroppens längd är 49 till 60 millimeter. Skillnader i detaljer över utbredningsområdet gör att arten anses ha flera underarter.

## Utbredning
Den bruna mosaiksländan finns i stora delar av Europa, utom längst ned i söder och högst upp i norr. Den finns också i norra Asien, från Ryssland till Japan. I Sverige förekommer den över hela landet, utom i de allra nordligaste fjälltrakterna. Två underarter finns i landet, Aeshna grandis grandis som är den vanligaste och som också anses bilda holotyp för arten, samt Aeshna grandis linnaei som förekommer i Norrland och som skiljer sig från A. grandis grandis främst genom sin mindre storlek.

## Levnadssätt
Den bruna mosaiksländans habitat är främst öppna vattensamlingar, som sjöar och större dammar, men den ses också ofta flyga över ängar och vid skogsbryn i jakt på byten. Det är vanligt att parningen sker i luften och efter parningen lägger honan äggen ensam, oftast i flytande döda växtdelar. Utvecklingstiden från ägg till imago är två till tre år och flygtiden från mitten av juni till mitten av oktober.